# 548 Крессида
548 Крессида (548 Kressida) — астероїд головного поясу, відкритий 14 жовтня 1904 року Паулєм Ґьотцом у Гейдельберзі.